# Martha Lang
Martha Lang (Decatur (Alabama)) is een van de bekendste Amerikaanse golfamateurs.
Martha Lang is de dochter van Bessie en Soney Jones en leerde (als Martha Jones) golfspelen op de Decatur Country Club. Ze won vier jeugdkampioenschappen. Daarna ging ze studeren aan de Universiteit van Alabama en speelde van 1971 - 1975 in het universiteitsteam.  
Martha Lang werd later bestuurslid van de USGA en voorzitter van de selectiecommissie.

## Hoogtepunten
- 4 × winnares Alabama Girls' Junior
- 1988: US Mid-Amateur
- 1991: finalist in het US Amateur
- 2 × winnares van het Women's Alabama Golf Association Senior Amateur kampioenschap (? en 2009)

## Team
- 1996: Curtis Cup (captain)

Martha Lang werkte voor Shell in Houston en Chicago, waar ze met Ken Lang in het huwelijk trad. In 1987 pakte ze haar golfspel weer op, begon competitie te spelen en won in 1988 het Mid-Amateur Kampioenschap.
In 2004 haalde ze de halve finale bij het senioren kampioenschap. Ze keerde in 2006 terug naar Alabama en is nu lid van de Shoal Creek Golf. 
In mei 2009 is ze toegevoegd aan de Birmingham Hall of Fame.